# Hjalmar Strömer

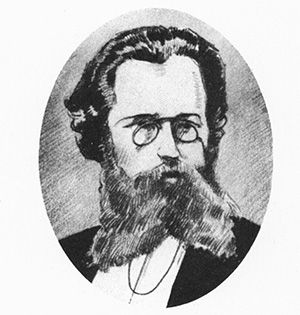
Hjalmar Strömer (1849–1886)

Nils Hjalmar Strömer, född 21 juni 1849 på nybygget Älghallen, Kärrnäset, i Ströms socken i norra Jämtland, död 24 december 1886 på Järnvägshotellet i Sävsjö av tuberkulos, var en svensk författare och folkbildare.

## Biografi
Strömer föddes i ett nybyggartorp, där föräldrarna fått bryta mark och bygga en stuga, och familjen hade fyra barn. Studierna inleddes först vid 16 års ålder vid sameskolan i Laxsjö, som hade grundats år 1846.
Efter studentexamen vid Härnösands gymnasium år 1873, och därefter teologistudier vid Uppsala universitet, verkade Strömer som vikarierande präst på Värmdö. Han lämnade sedan helt den prästerliga banan, började studera astronomi vid Uppsalaobservatoriet, och övergick senare till att bli populärföreläsare i ämnet samt flyttade till Stockholm. I sina astronomiska föreläsningar och skrifter var han starkt påverkad av den franske astronomen Flammarions entusiastiska och fantasieggande stil, och han var en pionjär för populariseringen av astronomin i Sverige.
Strömer hade en radikal samhällssyn, var nära vän med Hjalmar Branting som varit hans kurskamrat vid astronomistudierna i Uppsala, och umgicks med bland andra August Strindberg och Viktor Rydberg. Under de sista åren av sitt liv publicerade han mestadels samhällskritiska skrifter.

## Memorabilia

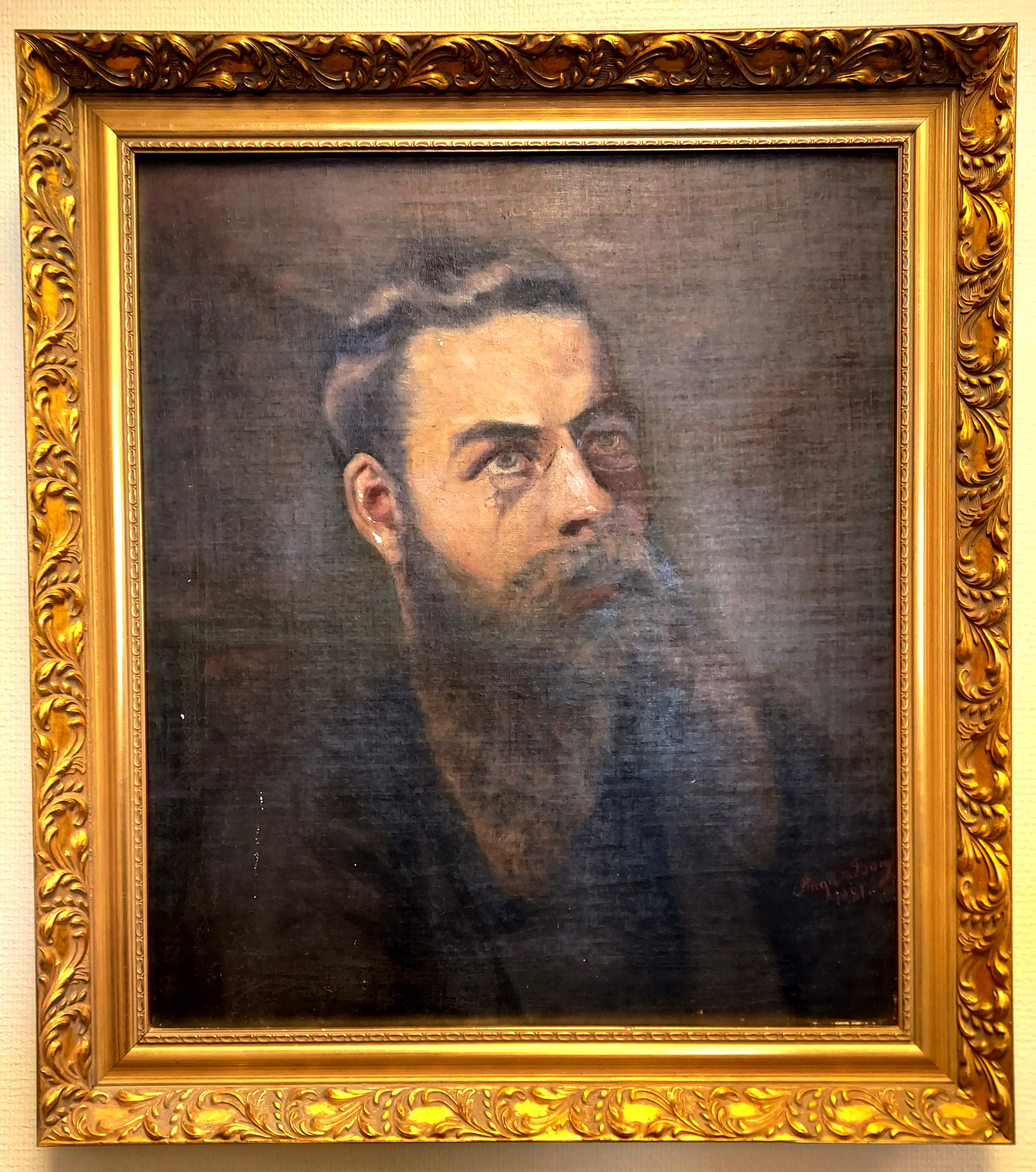
Oljemålningen från 1881.

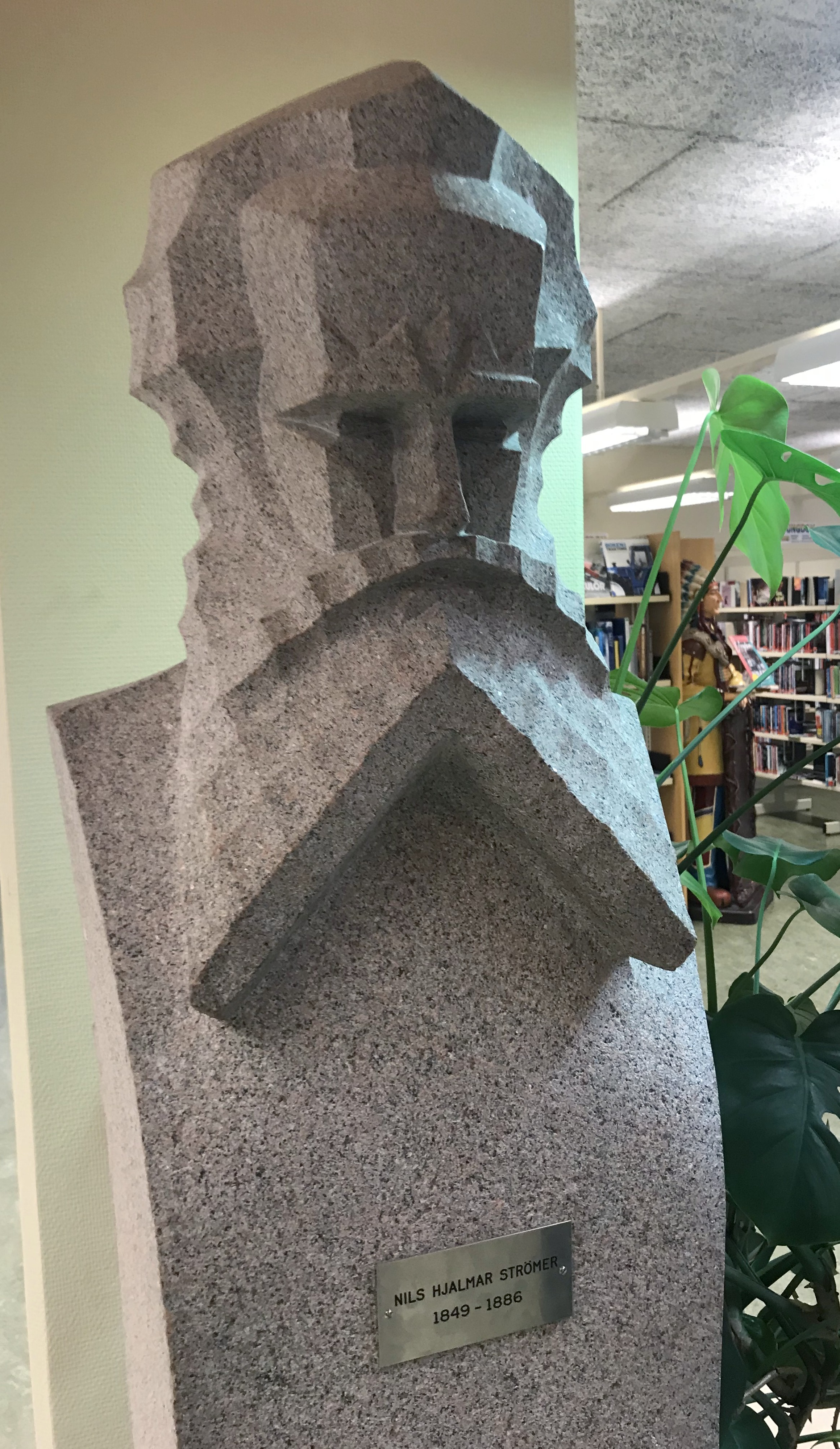
Hermen i Strömsund.

Hjalmar Strömers barndomshem i Älghallen flyttades år 1958 till Ströms hembygdsgård i Strömsund, där en utställning om honom finns i det som nu kallas "Hjalmar Strömerstugan".
En minnessten i ragundagranit över Strömer avtäcktes år 1960 på Norra Ljunga kyrkogård, Sävsjö, i närvaro av representanter för Ströms hembygdsförening och jämtlandsförfattaren Per Nilsson-Tannér.
Strömsunds gymnasieskola, Hjalmar Strömerskolan, uppkallades efter honom år 1966. I Strömsunds kommuns centralbibliotek, i en av gymnasieskolans byggnader, finns sedan 1969 en herm av Hjalmar Strömer skapad av skulptören Olof Hjort 1960 samt ett porträtt i olja från 1881 av konstnären Augusta Borg.
Vid hundraårsminnet av hans död 1986 invigdes en minnesten över honom i hembyn Älghallen.

### Samlingar och urval
- Varför hade Hjalmar Strömer så bråttom?: texter i urval av Yngve Nilsson. Föllinge: Nordjemtlandica förlag. 1981. Libris 7790648. ISBN 91-970175-0-7
- Samlade dikter (3. uppl). Strömsund: Heimlöuta hembygdsförening. 1986. Libris 854465